# Raggal
Raggal è un comune austriaco di 866 abitanti nel distretto di Bludenz, nel Vorarlberg.